# USS LST-36
O USS LST-36 foi um navio de guerra norte-americano da classe LST que operou durante a Segunda Guerra Mundial.